# 6. bataljon vietnamskih padalcev
6. bataljon vietnamskih padalcev (izvirno francosko 6e Bataillon de Parachutistes Vietnamiens; kratica 6. BPVN) je bila padalska enota, ki so jo ustanovili Francozi v času svoje vladavine v današnjem Vietnamu. To je bila prva padalska enota, ki je bila sestavljena izključno iz Vietnamcev.

## Zgodovina
Maja 1955 so bataljon preoblikovali v 6. zračnoprevozni bataljon.